# جوئی مازارینو
جوئی مازارینو (انگلیسی: Joey Mazzarino؛ زادهٔ ۴ ژوئن ۱۹۶۸) نویسنده، بازیگر، عروسک‌گردان و صداپیشه اهل ایالات متحده آمریکا است. وی از سال ۱۹۸۶ میلادی تاکنون مشغول فعالیت بوده‌است.
از فیلم‌ها یا برنامه‌های تلویزیونی که وی در آن نقش داشته‌است می‌توان به ماجراهای المو در گروچ‌لند، شمارش معکوس کریسمس المو، شهر متروکه، ۳۰ راک، کیمی اشمیت شکست‌ناپذیر، سسمی استریت و ماپت‌های فضایی اشاره کرد.